# 開け放つ窓/なみだは乾かない
「開け放つ窓/なみだは乾かない」（あけはなつまど／なみだはかわかない）は、阿部芙蓉美の3枚目のシングル。

## 概要
2008年3月5日に発売された。全作詞は阿部芙蓉美。作曲は阿部芙蓉美（#1,3）、谷本新（#2）。
阿部芙蓉美初のオリコンチャート入り作品。収録曲「開け放つ窓 〜piano version」がハウスメイトのCMソングに起用されたことで注目を集めた。両A面シングルとして発売されたが、両A面扱いとなっている「なみだは乾かない」にはタイアップは付いていない。

## 収録曲
1. 開け放つ窓 〜piano version
  - ハウスメイト企業CMソング

ピアノとストリングスカルテットによるバラードバージョン。以前より黄桜のCM（同CMで阿部のスキャット曲「planetary」が起用されている）や2枚目のシングル曲「青春と路地」のPVの監督として制作に携わってきた映像作家の牧鉄馬が、ハウスメイトのCMの監督を手掛けた縁で楽曲が採用された。もともとは3曲目に収録されたバンドバージョンが原型であるが、CMソングのためにピアノバージョンでリアレンジされている。PVもこちらのバージョンで制作され、「青春と路地」と同じく牧が監督を手掛けている。
なお、実際にCMで使用されたのはピアノのみのバージョンで、こちらは「開け放つ窓 CMバージョン」としてCD発売の2008年2月4日より着うたにて配信されている。
2. なみだは乾かない
音楽プロデューサーである作曲家の谷本新による作曲。歌詞は、出来上がった曲を聴きながら谷本と「こういうシチュエーションを出したい」と相談し合いながら書き上げたという[要出典]。
3. 開け放つ窓 
バンドとストリングスによるバンドバージョン。1曲目のピアノバージョンはイントロからAメロにつながるのに対し、こちらはCメロからいきなり始まる。「なみだは乾かない」とは逆に詞先で制作され、歌いながら曲をつけたという[要出典]。